# Tsetsilia Bobróvskaya
Tsetsilia Samóilovna Bobróvskaya (ruso: Цецилия Самойловна Бобровская), nacida Zelikson (ruso: Зеликсон)  (Vélizh, Imperio Ruso, 7 de septiembrejul./ 19 de septiembregreg. de 1873-Moscú, Unión Soviética, 6 de julio de 1960) fue una política comunista rusa, revolucionaria bolchevique y escritora. Jugó un notable papel en varias organizaciones locales del Partido Bolchevique, afrontando consecuentemente reiteradas persecuciones por parte de las autoridades zaristas del Imperio Ruso. Bobrovskaya es conocida sobre todo por sus memorias, Veinte años en la Rusia clandestina: Memorias de una bolchevique de base (1934). 

## Biografía
Bobróvskaya, nacida Tsetsilia Samóilovna Zelikson, nació en la familia de Samuil Zelikson, un tenedor de libros judío practicante, al que ella describió como un hombre preocupado por sus «investigaciones filosóficas y talmúdicas», y de su esposa, una mujer significativamente más joven, de raíces campesinas analfabetas, en Vélizh, un provinciano pueblo ruso de la Gubernia de Vítebsk (actualmente en el Óblast de Smolensk, Rusia).
Bobróvskaya entró en contacto con la corriente socialista rusa como estudiante en Varsovia, en los años 1890. Ingresó en el Partido Obrero Socialdemócrata de Rusia (POSDR) en 1898, y se situó junto a la facción bolchevique tras la división entre bolcheviques y mencheviques en 1903. Conoció a su marido, Vladímir Bobrovski, durante su mutua implicación en el trabajo político contra el régimen zarista de Nicolás II. 
Bobróvskaya fue detenida por primera vez en Járkov, en 1900. Tras un periodo en Suiza en 1902, regresó a Rusia, eligiendo Tver como centro de su actividad, tras una detención en San Petersburgo. Conoció por primera vez a Vladímir Lenin, entonces radicado en la ciudad suiza de Ginebra, en 1902, durante su trabajo como agente de Iskra, el periódico del partido que Lenin había fundado en 1900, y, junto a su marido Vladímir, continuó el trabajo del partido en el Cáucaso. En 1905 fue detenida por la policía mientras se encaminaba a una conferencia del POSDR en Moscú. Detenida en Moscú una vez más, tras una reunión ilegal del partido a las afueras de la ciudad en junio de 1908, Bobrovskaya pasó dos años en la deportación en Vólogda, salvándose, según su posterior reconstrucción del episodio, de una condena más dura a cuatro años de deportación en Siberia oriental debido a su pobre estado de salud.
Bobróvskaya estuvo implicada en los comités del POSDR de Sérpujov y Moscú durante 1917, y participó en la Revolución de Octubre. Entre marzo de 1919 y mayo de 1920, encabezó el consejo de asuntos militares de la agrupación moscovita del Partido Bolchevique.
Trabajó para la Internacional Comunista entre 1918 y 1940, y fue miembro del Instituto de Marxismo-Leninismo del Comité Central del Partido Comunista de la Unión Soviética, el instituto central de investigación y teoría del partido, años después.
Bobróvskaya escribió un buen número de recuerdos personales de la Revolución y semblanzas de figuras como Lenin y Nadezhda Krúpskaya, entre otras. Su trabajo mejor conocido, sus memorias Veinte años en la Rusia clandestina: Memorias de una bolchevique de base, documentando en primera persona su papel en el movimiento revolucionario de 1894 a 1914, fue publicado en Moscú en 1934 y es citado como fuente primaria sobre el periodo previo a la Primera Guerra Mundial tanto por historiadores soviéticos como occidentales.